# Яциневич Яків Михайлович
Я́ків Миха́йлович Яцине́вич (* 8 листопада 1869, Біла Церква — † 25 квітня 1945, Краснодарський край) — композитор, диригент і фольклорист родом з Білої Церкви на Київщині. Учень Миколи Лисенка в Києві, з яким у 1891–1904 роках засновував українські хори. Диригент чоловічого хору Київського університету(1903–1906) і міського хору в Одесі (1925–1930). Твори: симфонія «1905 рік», ораторія «Скорбна мати» (слова Павла Тичини), церковна музика (служба Божа, кантати на теми святих Юрія, Василія, Петра й Павла), хорові твори, понад 200 обробок народних пісень.
За радянської влади перебивався різними роботами — був сільським вчителем, викладачем музики в самодіяльних гуртках з постійною зміною мешкання: по селах Київщини, згодом на Східній Україні. Був висланий на Кавказ до Адигейської автономної республіки. Останні роки композитор і диригент охороняв колгоспний сад у Краснодарському краї.

## Вшанування пам'яті
- 28 липня 2022 р. у місті Біла Церква Київської обл. провулок Леваневського Другий перейменували на вулицю Якова Яциневича.